# سنترال سيتي (كولورادو)
سنترال سيتي (بالإنجليزية: Central City, Colorado)‏ هي مدينة تقع في مقاطعة غيلبين، مقاطعة كلير كريك بولاية كولورادو في الولايات المتحدة. تأسست عام 1859، تبلغ مساحتها 6.3 (كم²)، وترتفع عن سطح البحر 2594 م، بلغ عدد سكانها 663 نسمة في عام 2010 حسب إحصاء مكتب تعداد الولايات المتحدة وتصل الكثافة السكانية فيها 105.5 نسمة/كم2.

## أعلام
- فلورنس سابين
- ديفيد تشارلز كولير